# Krînîcine, Trosteaneț
Krînîcine (în ucraineană Криничне) este localitatea de reședință a comunei Krînîcine din raionul Trosteaneț, regiunea Sumî, Ucraina.

## Demografie
Componența lingvistică a localității Krînîcine
     Ucraineană (89,17%)
     Rusă (8,33%)
     Belarusă (2,22%)
     Alte limbi (0,28%)
Conform recensământului din 2001, majoritatea populației localității Krînîcine era vorbitoare de ucraineană (89,17%), existând în minoritate și vorbitori de rusă (8,33%) și belarusă (2,22%).